# Omega1 Scorpii
Omega1 Scorpii (ω1 Scorpii, förkortat Omega1 Sco, ω1 Sco), som är stjärnans Bayerbeteckning, är en dvärgstjärna belägen i nordvästra delen av stjärnbilden Skorpionen. Den har en skenbar magnitud på 3,95 och är synlig för blotta ögat. Baserat på parallaxmätningar befinner den sig på ett avstånd av 470 ljusår (ca 145 parsek) från solen och är medlem i Scorpius-Centaurus Association.

## Egenskaper
Omega1 Scorpii är en stjärna i huvudserien av typ B med spektralklass B1 V. Den har en utstrålning av energi som är 9 120 gånger större än solens ljusstyrka, i överensstämmelse med en isokronal ålder på 5 miljoner år och en uppskattad massa motsvarande 11 gånger solens massa. Dess radie är ungefär 6,6 gånger solens radie. Den har en effektiv temperatur på 26 530 i sitt yttre skikt.
Omega1 Scorpii är en β-Cephei-stjärna som genomgår ickeradiella pulsationer med en takt av 15 cykler per dygn. Detta orsakar att ytemperaturen fluktuerar mellan 28 300 K och 22 600 K vid dess ekvatorialplan. Stjärnan roterar snabbt med en projicerad rotationshastighet på 105 km/s och en beräknad rotationsperiod på 14,4 h. Stjärnans poler är lutade med ca 60° i förhållande till siktlinjen från jorden.